# 62

## Evenimente
- Bătălia de la Rhandeia. Romanii, sub comanda lui Lucius Caesennius Paetus, sunt învinși de o armată a parților și armenilor sub comanda regelui part Tiridate.

## Decese
- dată necunoscută: Iuda Tadeu unul din cei doisprezece apostoli (n. 10)
- dată necunoscută: Boudica regină a icenilor (n. 30)
- dată necunoscută: Iacob cel Drept  (n. ?)
- 24 noiembrie: Persius poet latin (n. 34)
- 9 iunie: Claudia Octavia împărăteasă consoartă a Imperiului Roman (n. 40)
- dată necunoscută: Iacob cel Tânăr (apostol)  (n. ?)